# Svallvåg

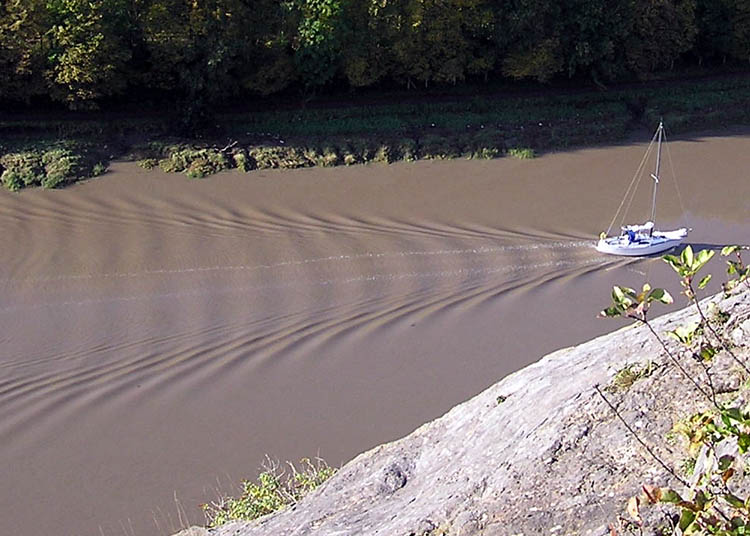
Svallvågor efter en långsam båt i Bristol Avon.

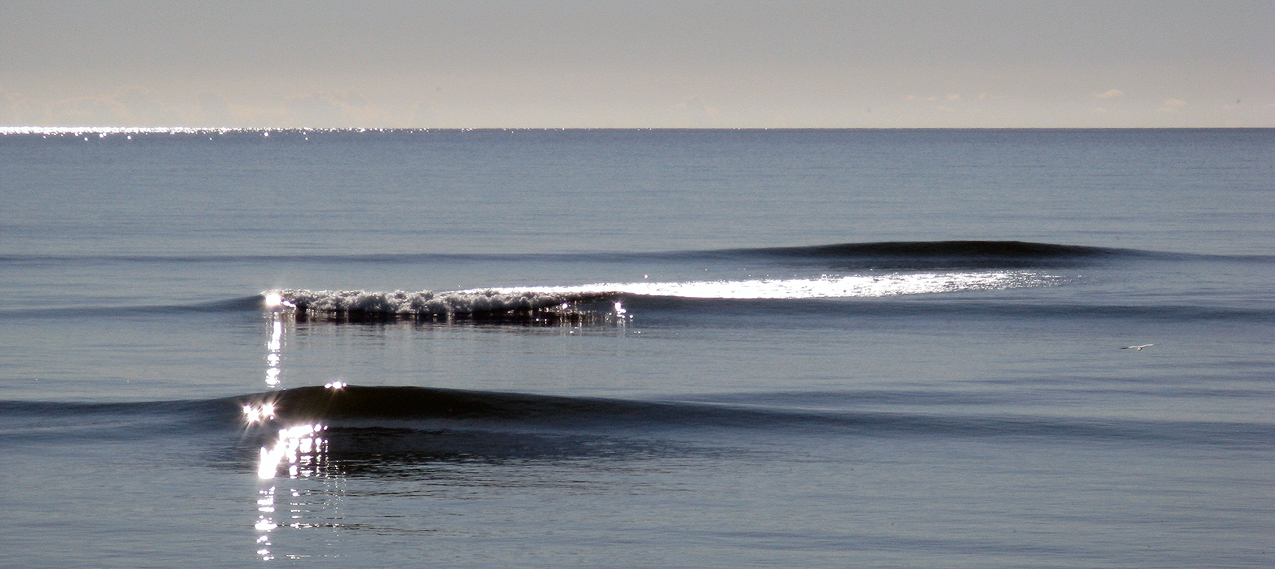
Svallvågor efter katamaranen Leonora Christina som trafikerat Ystad/Rönne. På ytan ser det lugnt ut och först när undervattensvågen når grunt vatten reser sig vågen och blir synlig.

Svallvåg, svall, en ytvåg som uppstår i en vätska kring en kropp som rör sig över ytan.
Svallvågor efter en katamaran är speciella i sin karaktär i det att de till större delen rör sig under den till synes lugna ytan. Först när vågen når grunt vatten blir den synlig. 
Svallvågor kan orsaka erosion av kustlinjen.

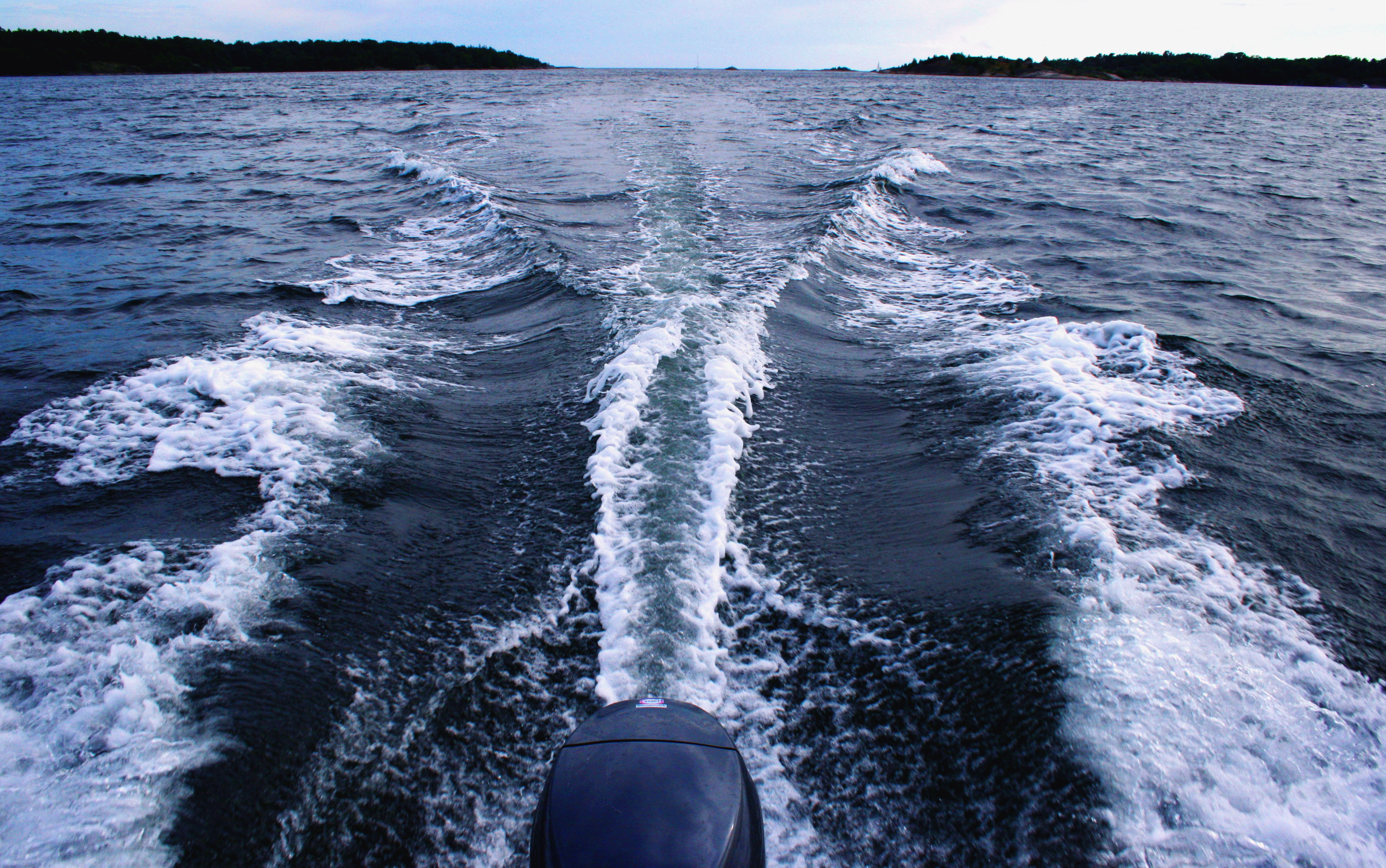
Svallvågor från en motorbåt med utombordsmotor
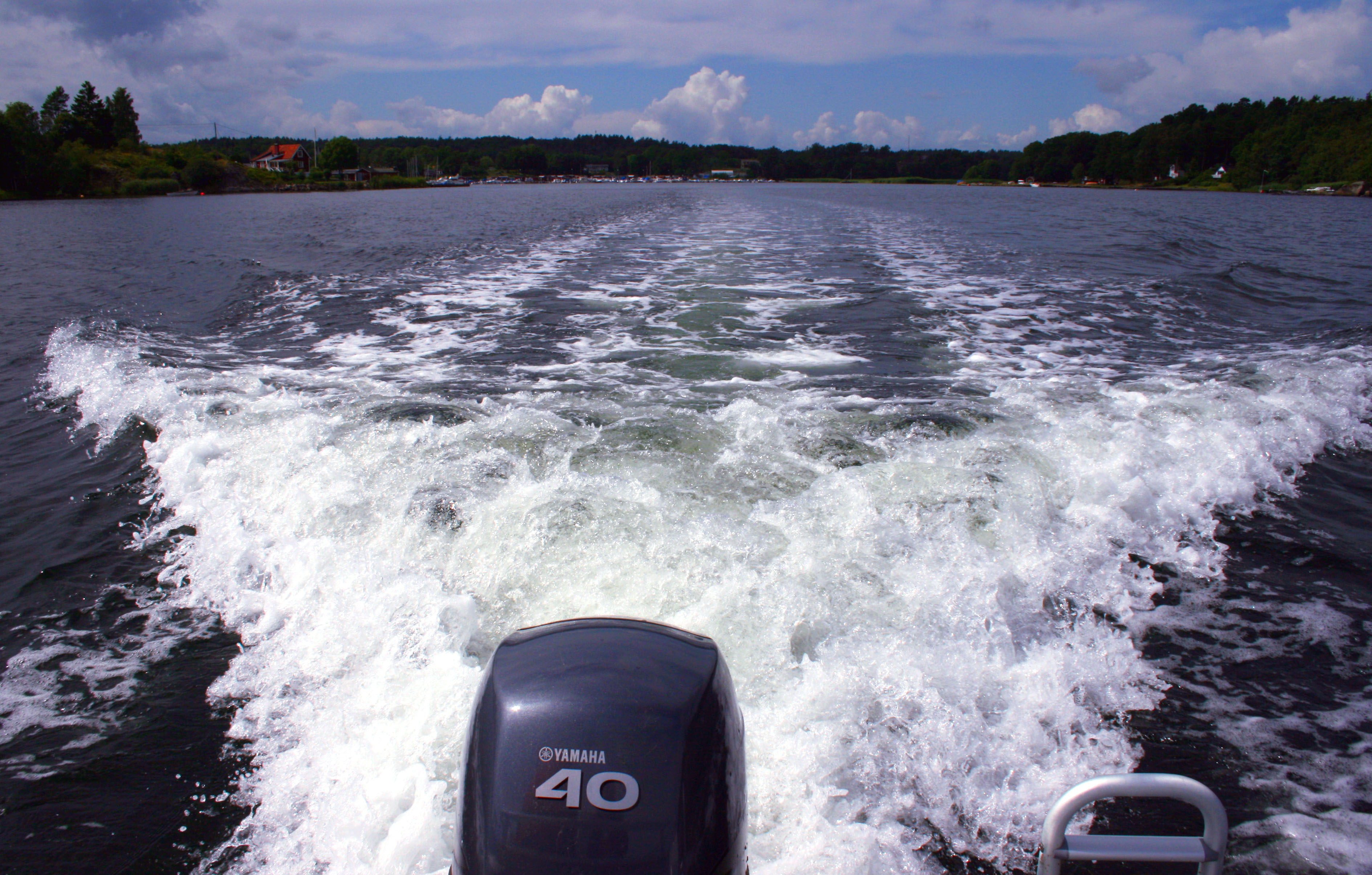
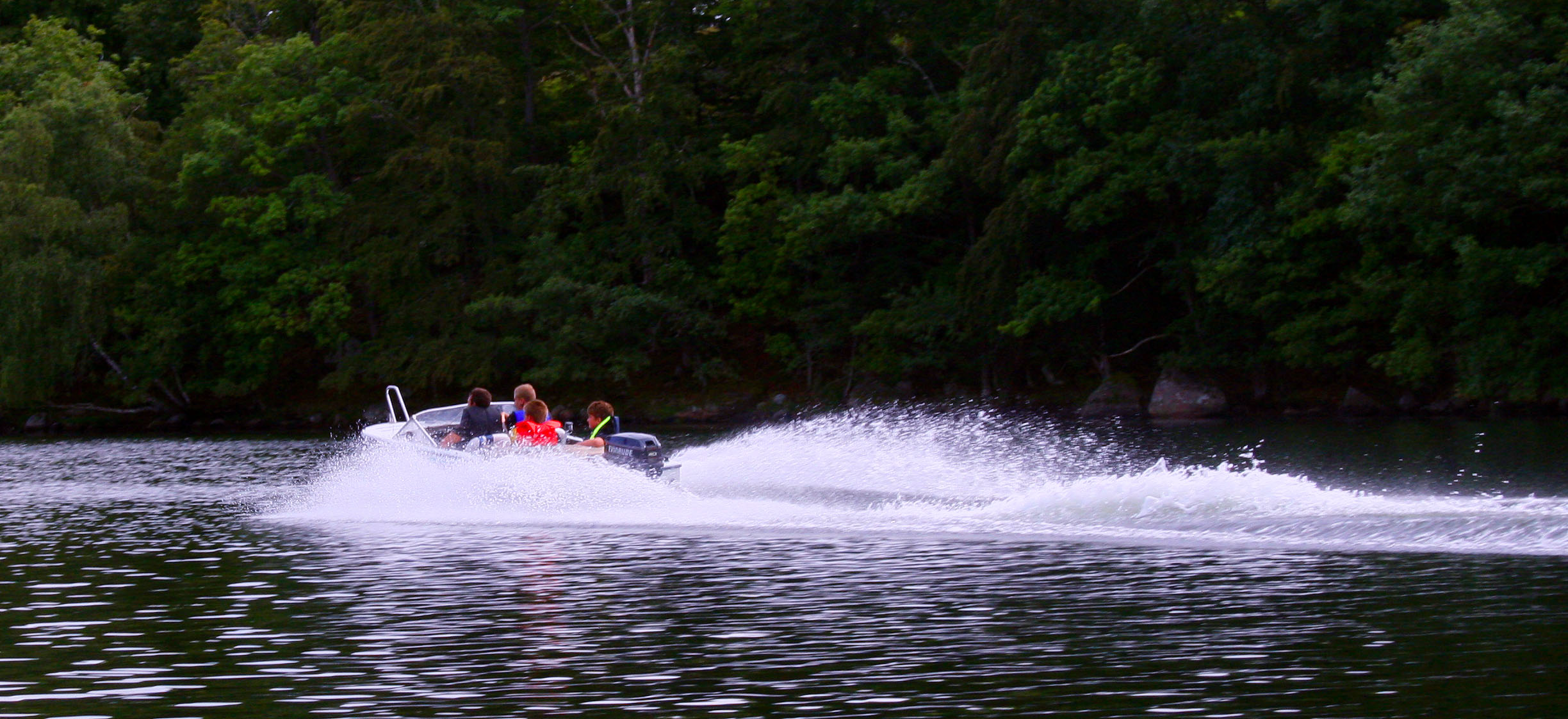
Motorbåt med svallvågor

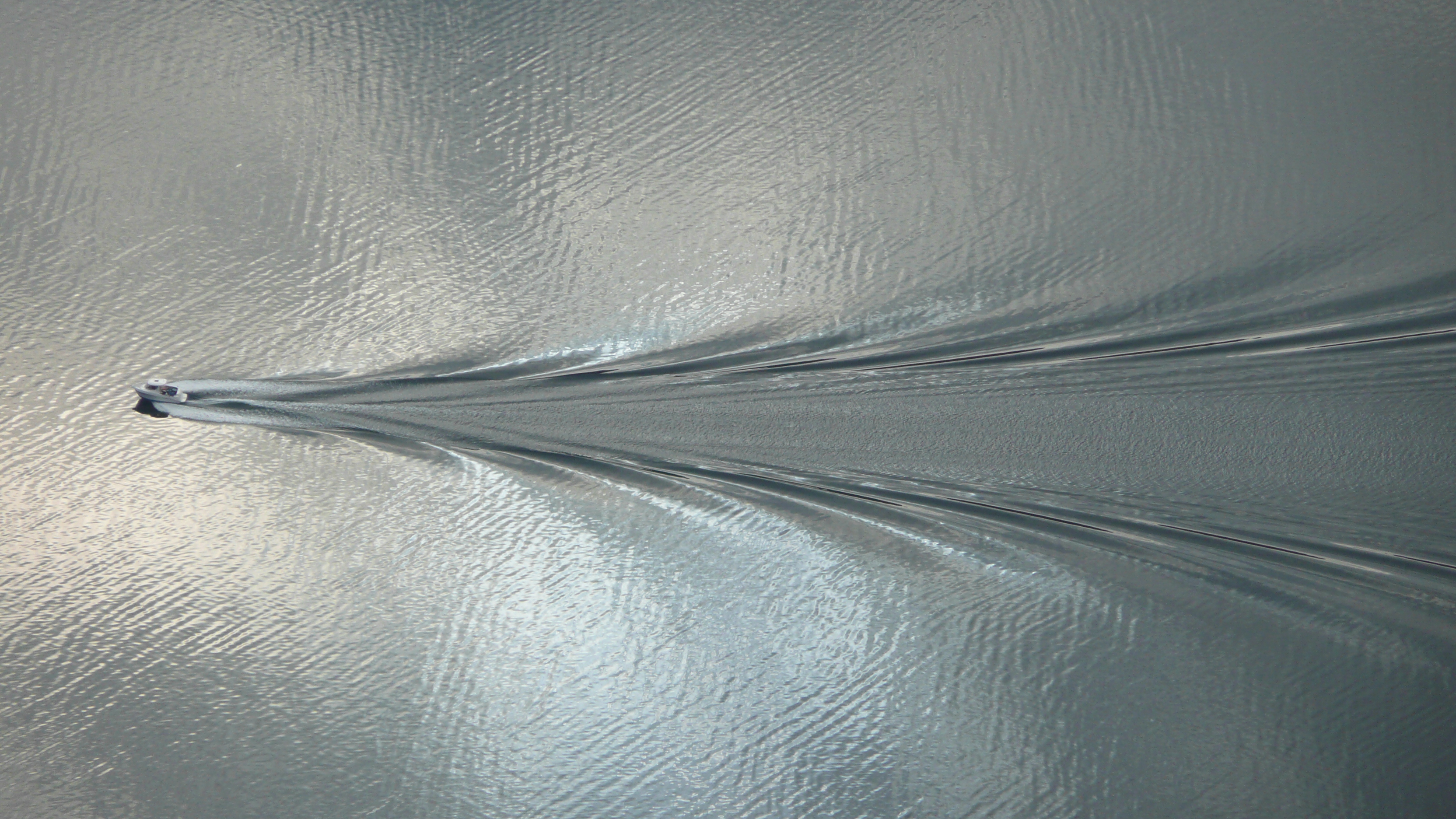
Kelvins vågmönster genererat av en liten båt.

I vätskedynamik kan ett kölvatten antingen vara:
- området för recirkulerande flöde omedelbart bakom en rörlig eller stationär trubbig kropp, orsakad av viskositet, som kan åtföljas av flödesseparation och turbulens, eller
- vågmönstret på vattenytan nedströms ett föremål i ett flöde, eller producerat av ett rörligt föremål (till exempel ett fartyg), orsakat av densitetsskillnader hos fluiderna ovanför och under den fria ytan och gravitation (eller ytspänning).

## Viskositet

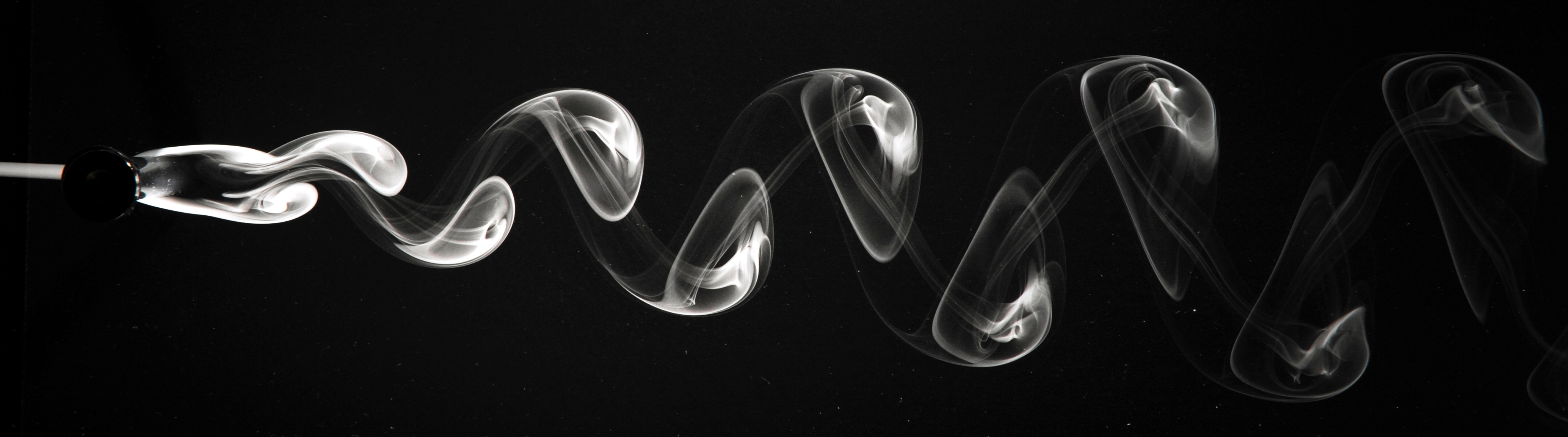
Visualisering av the Kármán vortex street

Svallvågen är området för stört flöde (ofta turbulent) nedströms om en fast kropp som rör sig genom en vätska, orsakad av flödet av vätska runt kroppen.
För en trubbig kropp i yttre flöde under ljudhastighetet, till exempel Apollo- eller Orion-kapslarna under nedstigning och landning, är kölvattnet massivt separerat och bakom kroppen finns ett omvänt flödesområde där flödet rör sig mot kroppen. Detta fenomen observeras ofta i vindtunneltestning av flygplan och är särskilt viktigt när fallskärmssystem är inblandade, eftersom om inte fallskärmslinorna sträcker sig över taket utanför det omvända flödesområdet, kan skärmen misslyckas med att blåsa upp och därmed kollapsa. Fallskärmar som placeras ut i vågorna lider av dynamiska tryckunderskott som minskar deras förväntade dragkrafter. High-fidelity-beräkningar av vätskedynamiksimuleringar utförs ofta för att modellera vågflöden, även om sådan modellering har osäkerheter förknippade med turbulensmodellering (till exempel RANS kontra LES-implementationer), förutom ostadiga flödeseffekter. Exempel på tillämpningar är raketstegsseparering och flygplanslastseparation.

## Densitetsskillnader
I inkompressibla fluider (vätskor) som vatten, skapas ett bogsvall när en vattenskoter rör sig genom mediet, eftersom mediet inte kan komprimeras måste det istället förskjutas, vilket resulterar i en våg. Som med alla vågformer sprider den sig utåt från källan tills dess energi övervinns eller går förlorad, vanligtvis genom friktion eller dispersion.
Den icke-dimensionella parametern av intresse är Froude-talet.

### Kelvins vågmönster
Sjöfåglar och båtar som rör sig över vattenytan producerar ett vågmönster, först förklarat matematiskt av Lord Kelvin och idag känt som Kelvins vågmönster.
Detta mönster består av två kölvattenlinjer som bildar armarna på en höjdpunkt, V, med källan till kölvattnet i spetsen av V:et. För tillräckligt långsam rörelse är varje kölvattenlinje förskjuten från vågkällans bana runt bågen (1/3) = 19,47° och består av fjäderlika vågor som är vinklade i ungefär 53° mot banan.

## Andra effekter
Ovanstående beskriver en idealisk våg, där kroppens framdrivningsmedel inte har någon annan effekt på vattnet. I praktiken blandas vågmönstret mellan de V-formade vågfronterna vanligtvis med effekterna av propellerns backspolning och virvelbildning bakom båtens (vanligtvis fyrkantiga) akter.
Kelvinvinkeln härleds också för fallet med djupt vatten där vätskan inte strömmar i olika hastighet eller riktningar som en funktion av djupet ("skjuvning"). I fall där vattnet (eller vätskan) har skjuvning, kan resultaten bli mer komplicerade. Dessutom försummar djupvattenmodellen ytspänning, vilket innebär att vågkällan är stor jämfört med kapillärlängden.

## Rekreation
"Svallvågfria zoner" kan förbjuda svallvågor i småbåtshamnar, nära båtplatser och inom ett visst avstånd från strand för att underlätta rekreation på andra båtar och minska skadorna som vågor kan orsaka. Motordrivna smalbåtar på brittiska kanaler är inte tillåtna att skapa en brytande vågor (ett kölvatten som är tillräckligt stort för att skapa en brytande våg) längs stränderna, eftersom detta eroderar dessa. Denna regel begränsar normalt dessa fartyg till 4 knop (7,4 km/h) eller mindre.
Vågor används ibland för rekreation. Simmare, människor som åker vattenskotrar och vattenlevande däggdjur som delfiner kan åka på framkanten av en våg. Inom wakeboardsporten används vågen som ett hopp. Vågen används också för att driva en surfare i sporten vågsurfing. Inom vattenpolosporten kan bollhållaren simma medan bollen förs framåt, framdriven med kölvattnet som skapas av alternerande armslag i crawlslag, en teknik som kallas dribbling.